# Ueckermünde
Ueckermünde település Németországban, Mecklenburg-Elő-Pomeránia tartományban. Lakosainak száma 8638 fő (2023. december 31.). Ueckermünde Lübs, Mönkebude, Grambin, Vogelsang-Warsin, Eggesin, Liepgarten és Meiersberg községekkel határos.

## Népesség
A település népességének változása:
| Lakosok száma | 9984 | 8846 | 8696 | 8668 | 8591 | 8457 | 8598 | 8638 |
|               | 2010 | 2013 | 2016 | 2017 | 2019 | 2021 | 2022 | 2023 |